# Tamerlán Tsárnayev
Tamerlán Anzórovich Tsárnayev (21 de octubre de 1986 - 19 de abril de 2013) fue un terrorista de origen checheno, responsable, junto a su hermano Dzhojar Tsárnayev, del atentado de la maratón de Boston en 2013. Murió pocos días después en un enfrentamiento con la policía, después de haber sido arrollado por su hermano tras huir de los policías y ser capturado 18 horas más tarde.

## Primeros años y educación
Después de llegar a los EE. UU. en 2002, asistió al Cambridge Rindge y Latin School, una escuela secundaria pública. Solicitó la admisión en la Universidad de Massachusetts en Boston para el otoño de 2006, pero fue rechazado. Asistió al Bunker Hill Community College a tiempo parcial durante tres cursos entre 2006 y 2008, donde estudió contabilidad con la esperanza de convertirse en un ingeniero. Dejó la escuela para concentrarse en el boxeo.
En 2007, Tamerlan se enfrenta a un joven brasileño que había salido con su hermana más joven, Bella, durante unos dos años, y le dio un puñetazo en la cara. Un amigo de la escuela secundaria de Bella dijo que Tamerlan no lo aprobó porque el muchacho no era musulmán.

## 2008
Durante el año 2008, Tamerlan se convirtió en un musulmán devoto y dejó de beber y fumar. Comenzó a asistir regularmente a la mezquita Sociedad Islámica de Boston cerca de su casa en Cambridge, una mezquita que los estadounidenses por la Paz y la Tolerancia, viejos críticos de la mezquita, alegan que apoya "una marca del pensamiento islámico que anima a los agravios contra Occidente, la desconfianza de la aplicación de la ley y la oposición a las formas de gobierno occidentales, la vestimenta y los valores sociales".
En mayo de 2008, su hermana dijo que su marido la engañaba y golpeaba. Tamerlan voló a través del país hasta Bellingham, Washington, a "enderezar el cerebro" de su cuñado, Khozhugov.
Tamerlan empezó a salir con una estadounidense, Katherine Russell, de North Kingstown, Rhode Island, mientras ella asistía a la Universidad de Suffolk 2007-2010. Ella se convirtió al islam y comenzó a usar el hiyab en 2008. Sus amigos dijeron que al principio él le gritaba que era una "ramera". Describieron las peleas en las que "volaba en cólera y, a veces tiraba los muebles o las cosas".

## 2009
Fue boxeador aspirante de peso pesado, que se entrenaba en el Centro de las Artes Marciales Mixtas Wai Kru, un club de Boston. En 2009-10, fue el campeón de peso pesado Guantes de Oro New England, ganando el Trofeo Rocky Marciano. En mayo de 2009, luchó en los nacionales en la categoría de peso de 201 libras, pero perdió un combate en la primera ronda.
Fue detenido en su domicilio de 410 Norfolk Street en Cambridge, el 28 de julio de 2009, por asalto agravado y agresión doméstica después de que presuntamente agredió a una novia. La mujer llamó al 911 "llorando histéricamente" informando que había sido "golpeada por su novio", según el informe del arresto. Su padre comentó: "Debido a que él golpeó levemente a su novia, fue encerrado durante media hora". El caso fue desestimado por falta de acusación, pero su padre le atribuye la demora en la obtención de la ciudadanía de EE. UU. de Tamerlan. Esta novia dijo que durante su relación de tres años, Tamerlan se convirtió en un radical, trató de obligarla a convertirse al islam y trató de controlar lo que llevaba y con quien asociarse. También afirmó que él la engañó con la estudiante de Boston con quien más tarde se casó.
El tío de los hermanos Tsárnayev, Ruslan Tsarni, dijo que «había estado preocupado por su sobrino al ser un extremista desde el año 2009». Tsarni afirmó que la radicalización de Tamerlán no se inició durante su visita a Rusia en enero de 2012, ya venía cambiado de Boston después de que él fuese influenciado por un converso musulmán conocido como «Misha». "Misha" fue posteriormente identificado como Mijaíl Allakhverdov, de 39 años de edad, de Rhode Island y originario de Azerbaiyán. Allakhverdov dijo al The New York Review of Books que rechazaba la violencia, no era el maestro de Tamerlan, no había hablado con Tamerlan en tres años y que nunca había conocido a miembros de su familia. Además, dijo que había cooperado con una breve investigación del FBI en la que la NYRB reportó no haber encontrado ningún vínculo entre Allakhverdov y los atentados.

## 2010
De acuerdo con un reportaje fotográfico de 2010 acerca de él en The Comment, la revista de estudiantes de posgrado de la Facultad de Comunicaciones de la Universidad de Boston, Tamerlán dijo que estaba trabajando para convertirse en un ciudadano naturalizado a tiempo para ser seleccionado para el equipo olímpico de boxeo de Estados Unidos. Él añadió que «competiría por los Estados Unidos en lugar de Rusia», mientras comentaba que "no entendía" a los estadounidenses y que no tenía ningún amigo en Estados Unidos. Él agregó que se abstenía de beber y fumar, porque «Dios dice no al alcohol» y que «no hay más valores. La gente no puede controlarse a sí misma».
El profesional super mediano Edwin Rodríguez discutió con Tsárnayev en 2010, y más tarde dijo que, aunque Tsárnayev golpeaba duramente, le faltaba la competitividad y de inmediato se quejaba de dolor de estómago y dolor en las costillas. Describió a Tsárnayev como arrogante, como «un cobarde». El casero de Tamerlán Tsárnayev afirmó que las aspiraciones del boxeador nunca se cumplieron porque «su espalda estaba en muy mal estado y no podía entrar en los Juegos Olímpicos». Su entrenador y otro boxeador lo describieron como talentoso, pero frío y arrogante. Los cambios en las normas que descalificaban a todos los ciudadanos no estadounidenses para participar en los Guantes de Oro de boxeo, puso fin a la carrera de boxeo de Tamerlan y sus esperanzas olímpicas.
De acuerdo con una tía en Daguestán, «Él comenzó a interesarse realmente en el Islam hace unos tres años (abril de 2010), pero nunca fue un radical».
En la primavera de 2010, su novia Katherine Russell quedó embarazada y abandonó la universidad en su último año para casarse con Tsarnayev el 21 de junio de 2010, en una ceremonia de 15 minutos en una oficina en la Masjid Al Quran en la zona de Dorchester de Boston. El imán Mahdi Talib dijo que no había conocido a la pareja antes de la ceremonia, y Katherine era la que había llamado y pedido que los casaran allí.
Tamerlan captó la atención de las fuerzas de seguridad rusas en diciembre de 2010 cuando William Plotnikov fue detenido brevemente en Daguestán y obligado a revelar sus contactos en redes sociales de América del Norte con vínculos con Rusia.

## 2011
A principios de 2011, el Servicio de Seguridad Federal de Rusia (FSB) dijo a la Oficina Federal de Investigaciones que Tamerlan era un seguidor del Islam radical y un fuerte creyente. El FSB dijo que se estaba preparando para salir de los Estados Unidos para viajar a la región rusa para unirse a grupos clandestinos no especificados. El FBI inicialmente negó haber contactado a Tsárnayev, pero luego reveló que en realidad investigaba a la madre de Tsarnayev que habló de los contactos del FBI con su hijo en RT. El FBI dijo que él y sus familiares tuvieron interacción, pero no se encontró ninguna actividad terrorista, y que obtuvo los resultados en el verano de 2011. En ese momento, el FBI le pidió al FSB más información, pero los rusos no respondieron a la petición de Estados Unidos, y el FBI cerró oficialmente el caso.
La madre de Tsárnayev dijo que agentes del FBI le habían dicho que temían que Tamerlán fuera un "líder extremista", y que él estaba recibiendo información de "sitios de extremistas". Afirmó que Tamerlán había estado bajo vigilancia del FBI durante al menos tres años y que "ellos estaban controlando cada paso de él". El FBI negó rotundamente esta acusación. Tamerlan había "discutido vagamente" sobre la yihad durante una llamada telefónica de 2011 con su madre que fue grabada por el FSB, y funcionarios de inteligencia también descubrieron mensajes de texto en el que su madre discutía que Tamerlan estaba listo para morir por el islam. A finales de 2011, la Agencia Central de Inteligencia puso tanto a Tamerlan como a su madre en su base de datos Identidades del Terrorismo Datamart Environment.

### Denuncias de participación en el triple homicidio en Waltham
Dos hombres judíos, Erik Weissman y Rafael Teken, así como su compañero de piso Brendan Mess, murieron en un triple homicidio en Waltham, Massachusetts, el 11 de septiembre de 2011, en el décimo aniversario de los ataques del 9/11. La garganta de cada víctima habían sido cortada con tanta fuerza como para ser casi decapitados. Se dejaron miles de dólares en marihuana y dinero en efectivo cubriendo los cuerpos de las víctimas, y $ 5000 quedaron así en el lugar. El fiscal de distrito dijo que parecía que el asesino y las víctimas se conocían entre sí. Se informó el 23 de abril de 2013, que las autoridades locales creían que Tamerlan pudo haber sido responsable del triple homicidio, y ellos y el FBI estaban investigando activamente la posibilidad. En mayo, pruebas forenses conectaron a los dos hermanos en relación con la escena de los asesinatos, y sus registros de teléfono móvil aparecieron colocados en la zona. Los funcionarios advirtieron que hasta que las pruebas de ADN más definitivas estuviesen completas, era demasiado pronto para considerar la posibilidad de una acusación contra el más joven de los dos hermanos.

## Visita a Rusia en 2012
Tamerlan viajó a Rusia a través del Aeropuerto Internacional de Moscú-Domodédovo en enero de 2012, y regresó a los EE. UU. en julio de 2012. Tamerlan y su esposa recibieron asistencia pública y cupones de alimentos entre septiembre de 2011 y noviembre de 2012, todo el tiempo hasta después que Tamerlán regresó de Rusia. Zubeidat Tsarnáyeva dijo que su hijo había querido que su esposa y su hija hubiesen ido a Daguestán con él, y que «ella misma estuvo de acuerdo, ella dijo que quería estudiar una cultura diferente, el idioma».
Durante los seis meses que estuvo en el extranjero, visitó la región del Cáucaso del Norte, un área de movimientos separatistas, rivalidades étnicas, ideología islámica extremista, y un "semillero" de la actividad militante islámica.
Su padre dijo que Tamerlán estuvo con él en Majachkalá, capital de Daguestán, durante seis meses y que habían hecho cosas normales, como visitar a unos parientes. Su padre también dijo que él y Tamerlán visitaron Chechenia dos veces, para ver a sus familiares allí y recibir el nuevo pasaporte ruso de Tamerlán. Mientras Tsárnayev llegó a Rusia en enero de 2012, sólo llegó a Daguestán en torno a marzo, y su padre llegó allí en mayo. El presidente de la Cámara de Seguridad Interior de EE. UU., Michael McCaul, dijo que creía que Tamerlán recibió entrenamiento durante su viaje, y se radicalizó. En un primer informe, el ministro del Interior de Daguestán, Abdurashid Magomedov, dijo a través de un portavoz que Tamerlan «no tenía contacto con el [islamismo] clandestino durante su visita».
Un primo lejano de los hermanos Tsárnayev, Magomed Kártashov, es un líder intelectual en la comunidad islamista de Daguestán. Zubeidat confirmó que con él "llegó a tener lazos muy estrechos". La organización islamista de Kártashov, La Unión de los Justos, aboga por el islam como un sistema político bajo la sharia. Él y Tamerlán discutieron la lucha contra la lucha global. Kártashov dijo que el atentado de Boston es "bueno", ya que aumentará los conversos al islam como a los ataques del 11 de septiembre.
Según informes de prensa, Tamerlán fue visto por la policía de Daguestán, que realizaba labores de vigilancia, llevando a cabo seis visitas a un militante islámico conocido en una mezquita salafista en Majachkalá fundada por un asociado de Ayman Zawahiri. De acuerdo con el diario de investigación ruso Novaya Gazeta, citando fuentes no identificadas de seguridad rusas, Tamerlan fue vinculado a William Plotnikov de 23 años de edad, militante islamista de etnia ruso-tártara y ciudadano canadiense, con quien se comunicó a través de sitios de redes sociales en línea. Tamerlan también había visitado Toronto, donde Plotnikov vivía con sus padres. Una vez en Daguestán, Tamerlán dijo haberse reunido en varias ocasiones con Majmud Mansur Nidal, un hombre palestino de Daguestán de 19 años de edad. Nidal estuvo bajo estrecha vigilancia por parte de la unidad contra el extremismo de Daguestán durante seis meses como un presunto reclutador de los insurgentes islamistas, antes de que la policía lo matara en mayo. Según Novaya Gazeta, Tamerlán habían tratado de unirse a la insurgencia local y fue puesto en un período de "cuarentena" - un sistema de control de los insurgentes que buscan infiltrar agentes dobles, y que lleva varios meses para que un reclutado sea verificado. Después de que los supuestos contactos de Tamerlán fueron asesinados, él "se asustó y huyó". Salió de Rusia en julio, dos días después que Plótnikov fuera asesinado, con prisa evidente que las autoridades rusas consideran sospechosa, sin esperar a recoger su nuevo pasaporte ruso, aparentemente una de sus principales razones para venir a Rusia.
En una entrevista, el padre de Tsárnayev más tarde afirmó que tuvo que obligar a su hijo a volver a los Estados Unidos para completar su solicitud de ciudadanía en EE. UU., después de que Tamerlan tratara de convencer a su familia para que le permitieran permanecer en Daguestán para siempre.

## Regreso a los EE. UU. desde julio de 2012 hasta abril de 2013
Tamerlan regresó a los EE. UU. el 17 de julio de 2012, después de haberse dejado crecer una larga y espesa barba. Su vida tomó un «tono religioso cada vez más puritano» con «certeza islamista». Según algunos miembros de su familia, parecía que se había convertido en un "extremista".
Después de su regreso a los EE. UU., Tamerlán creó un canal de YouTube con enlaces a reproducción de dos vídeos que fueron etiquetados bajo la categoría denominada "terroristas", entre ellos uno que mostraba a militantes islámicos de Daguestán, Amir Abu Dujana (Gadzhimurad Dólgatov, también conocido como 'Robin Hood', un comandante de un pequeño grupo en el distrito Kiziliurt, quien fue asesinado en la batalla a finales de diciembre de 2012); los vídeos fueron posteriormente eliminados. CNN y el Instituto SITE encontraron una captura de pantalla de uno de los vídeos, que contaba con miembros del grupo militante islamista Emirato del Cáucaso del Cáucaso del Norte. Él también estaba vinculado a los vídeos yihadistas en YouTube, incluyendo algunos del el clérigo radical Feiz Mohammad; En un vídeo, se escuchan tanto voces de cantos en árabe como explosiones de bombas. Con frecuencia leía sitios extremistas, incluyendo a Al-Qaeda de la Península arábiga en la revista en línea Inspire.
Tamerlán solicitó la ciudadanía estadounidense el 5 de septiembre de 2012, pero la Seguridad del Territorio Nacional levantó la solicitud de "revisión adicional" porque encontraron un registro de la entrevista de él con el FBI en 2011.
Tamerlán y su esposa estaban recibiendo beneficios de asistencia social del Estado en fecha tan tardía como noviembre de 2012, pero no en el momento de los atentados del maratón en abril de 2013. El abogado de su esposa dijo que Tamerlán estaba desempleado antes de la explosión y que había estado ayudando a cuidar de su hija, mientras que su esposa trabajaba más de 70 horas a la semana como ayudante de atención médica en el hogar, para mantener a su familia.
Tamerlán fue detenido por la policía en Boston, Brookline y Cambridge por lo menos nueve veces en cuatro años. La fuente no indica de qué años se trataban exactamente.
En noviembre de 2012, se informó que Tamerlán se enfrentó a un comerciante en una tienda de productos comestibles de Oriente Medio, en Cambridge, cerca de una mezquita en la que a veces oraba, después de ver en el establecimiento un letrero publicitario de pavos del Día de Acción de Gracias. Él le dijo: "Esto es kuffar" -una referencia árabe a los no musulmanes- "eso no está bien!". También en noviembre de 2012, Tamerlán se levantó y desafió durante un sermón en el que el orador dijo que, al igual que "todos celebramos el cumpleaños del Profeta, también podemos celebrar el 4 de julio y el día de Acción de Gracias", según Yusufi Vali, un portavoz de la mezquita. Vali dijo que Tamerlán indicó que él "se molestaba por la celebración de cualquier cosa", ya sea el cumpleaños del Profeta (que no todos los musulmanes celebran) o los días festivos estadounidenses. En enero de 2013, Tamerlán nuevamente interrumpió un sermón en el día de Martin Luther King Jr. en una mezquita en Cambridge. Él se opuso a la comparación de los oradores del Profeta Mahoma con Martin Luther King. Tamerlán fue abucheado por los miembros de la congregación y se le pidió después no regresar a la mezquita a menos que él estuviese dispuesto a abstenerse de gritar durante los sermones. La mezquita dijo que Tamerlán también había interrumpido un sermón antes.

## Atentado de la maratón de Boston, asesinato MIT y robo de auto

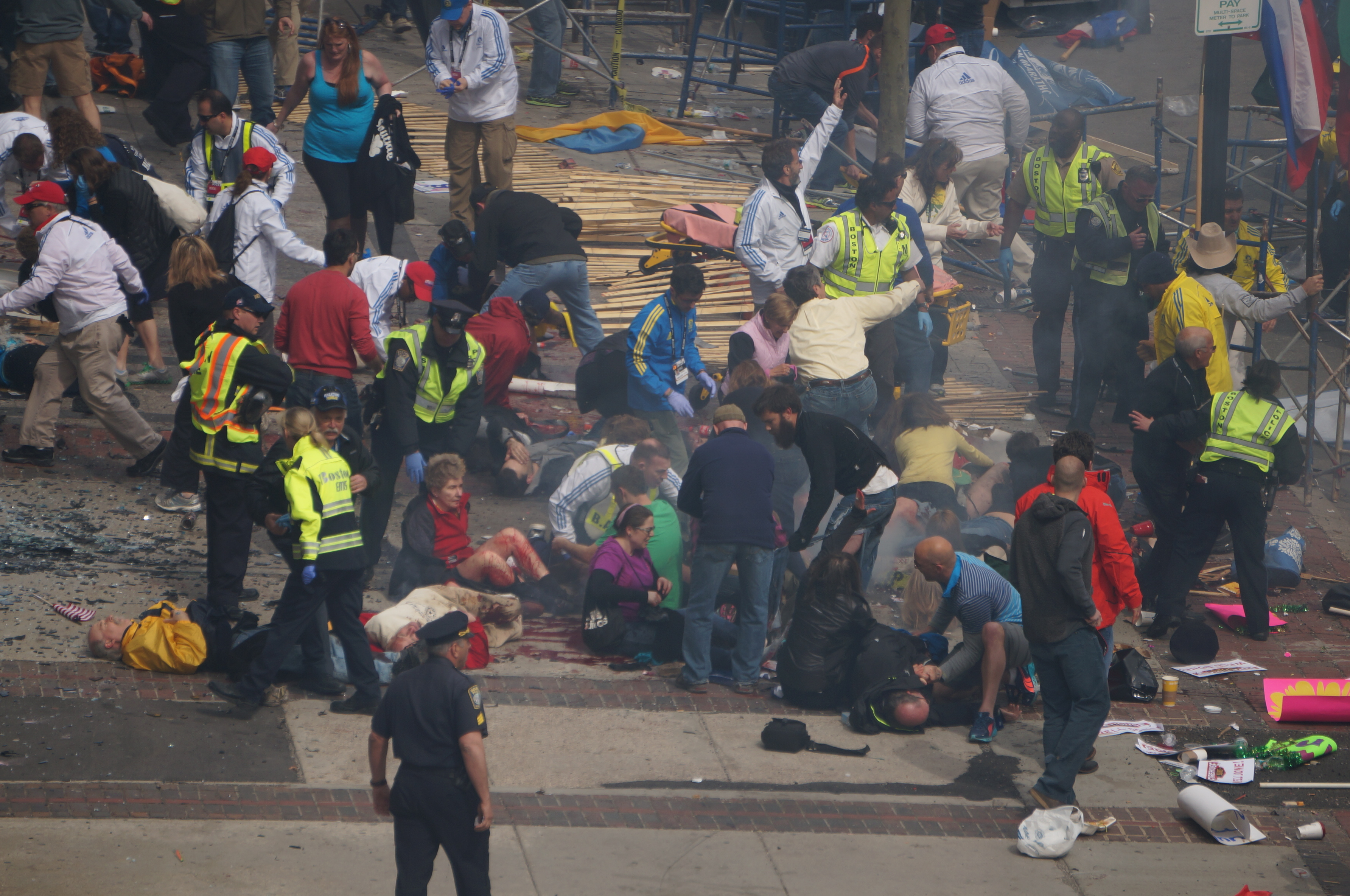
Atentados en la maratón de Boston.

Se cree que Tamerlán cometió los atentados de la maratón de Boston el 15 de abril de 2013, y pudo haber matado al policía MIT Sean Collier, aunque los informes iniciales habían descrito al sospechoso como un hombre negro que llevaba ropa de color negro y pesaba aproximadamente 120 libras. También está acusado de haber cometido el robo de un automóvil el 18 de abril. Su hermano Dzhokhar está acusado de haber sido cómplice de los crímenes.

### Muerte
En las primeras horas del 19 de abril de 2013, en Watertown, un suburbio de Boston, Tamerlán fue aprehendido por la policía tras ser disparado varias veces. La secuencia exacta de los acontecimientos se mantiene en la confusión, al igual que los detalles clave. Según la policía, el hermano menor de Tamerlan, Dzhojar, en su huida lo atropelló con una camioneta y lo arrastró con el vehículo unos 20 pies (6,1 m). Él fue llevado a Beth Israel Deaconess Medical Center, donde, a pesar de los esfuerzos por reanimarlo por el personal médico de emergencia, fue declarado muerto de varias heridas graves, pérdida masiva de sangre y paro cardíaco y respiratorio. Los médicos de la sala de emergencia dijeron que no parecía haber sido atropellado. Unas declaraciones de testigos afirman que fue golpeado por una camioneta de la policía antes de que le dispararan varias veces.
Los padres de Tamerlán siguen manteniendo su inocencia. Su madre ha dicho que "Estados Unidos se llevó a mis hijos lejos de mí. Estoy segura de que mis hijos no estaban involucrados en nada". El imán de una mezquita prominente de Boston ha condenado la violencia y distanciándose de los sospechosos, se negó a dar un entierro musulmán a Tamerlán. Su cuerpo fue entregado al servicio fúnebre contratado por la familia a las 5:30 p. m. EDT del 2 de mayo de 2013, por la Oficina del Médico Forense Principal de Massachusetts. Su certificado de defunción da causa de la muerte como heridas de bala en el torso y las extremidades, así como trauma contundente en la cabeza y el torso. Se confirmó que fue golpeado y arrastrado por un vehículo, además de recibir un disparo.
El cuerpo de Tamerlán fue trasladado a una funeraria en el norte de Attleborough; después de que se produjeran manifestaciones de protesta frente al edificio, fue entregado a Graham, Putnam, & Mahoney Funeral Parlor en Worcester. Las autoridades de Boston, Cambridge, una prisión estatal cercana, y más de 120 lugares de Estados Unidos y Canadá se negaron a permitir que el cuerpo de Tamerlán fuese enterrado en sus jurisdicciones. El 9 de mayo, la policía de Worcester anunció que el cuerpo de Tamerlán había sido enterrado en un lugar no revelado. Más tarde se reveló que Tsárnayev fue enterrado en un pequeño cementerio musulmán, el cementerio al-Barzaj, en Doswell, Virginia. El entierro fue puesto en marcha por Martha Mullen de Richmond, Virginia, quien dijo que estaba consternada por las protestas en la funeraria, que decía que "retrata a América en su peor momento" y que quería encontrar una manera de poner fin al impasse. Se puso en contacto con el Servicio Funeral Islámico de Virginia, que estuvieron de acuerdo en proporcionar una parcela sin marcar en su cementerio. La agencia funeraria emitió un comunicado diciendo: «Lo que hizo Tsárnayev es entre él y Dios. Estamos totalmente en desacuerdo con sus acciones violentas, pero eso no nos exime de nuestra obligación de devolver su cuerpo a la tierra». Tony Lippa, sheriff de Caroline County, dijo que el entierro era legal. Locales, así como el imán del Centro Islámico de Virginia condenaron el entierro secreto.
El 19 de junio de 2013, el nombre de Tamerlán Tsárnayev fue leído en voz alta (en el contexto de una víctima de la violencia armada) durante un evento de "No más nombres", celebrado en Concord, Nueva Hampshire. En respuesta, el grupo Alcaldes Contra las Armas Ilegales de Michael Bloomberg emitió un comunicado explicando la forma en que estaban usando la lista desde Slate.com que a su vez utiliza la cuenta de Twitter @GunDeaths "como la fuente de sus datos".